# Allium durangoense
Allium durangoense är en amaryllisväxtart som beskrevs av Hamilton Paul Traub. Allium durangoense ingår i släktet lökar, och familjen amaryllisväxter. Inga underarter finns listade i Catalogue of Life.